# Benthem Crouwel
Benthem Crouwel ist ein im Jahre 1979 von Jan Benthem und Mels Crouwel gegründetes Architekturbüro.

## Planungen
Seit 1988 arbeiten J. Benthem und M. Crouwel als Architekten und Planer für den Amsterdamer Flughafen Schiphol und seit 1989 als Supervisor für das Amsterdamer Messe- und Kongresszentrum RAI. Das Büro bearbeitet neben kulturellen Projekten wie dem Anne-Frank-Museum, der Erweiterung des Deutschen Bergbau-Museums Bochum und des Stedelijk Museum in Amsterdam auch mehrere infrastrukturelle Großprojekte wie die Neubauten der Bahnhöfe Amsterdam Centraal, Den Haag Centraal, Utrecht Centraal und Rotterdam Centraal sowie Stationen der neuen Amsterdamer U-Bahn-Linie Noord-Zuidlijn (Nord-Süd-Linie). Zu den Projekten von Benthem Crouwel gehören Universitätsgebäude, Konzerthallen, Shoppingcenter, Wohnkomplexe in verschiedenen Größen sowie städtebauliche Studien und Masterpläne.
Benthem Crouwel unterhält Büros in Amsterdam und Düsseldorf.

## Auswahl realisierter Projekte

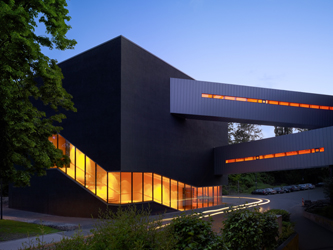
Deutsches Bergbau-Museum Bochum

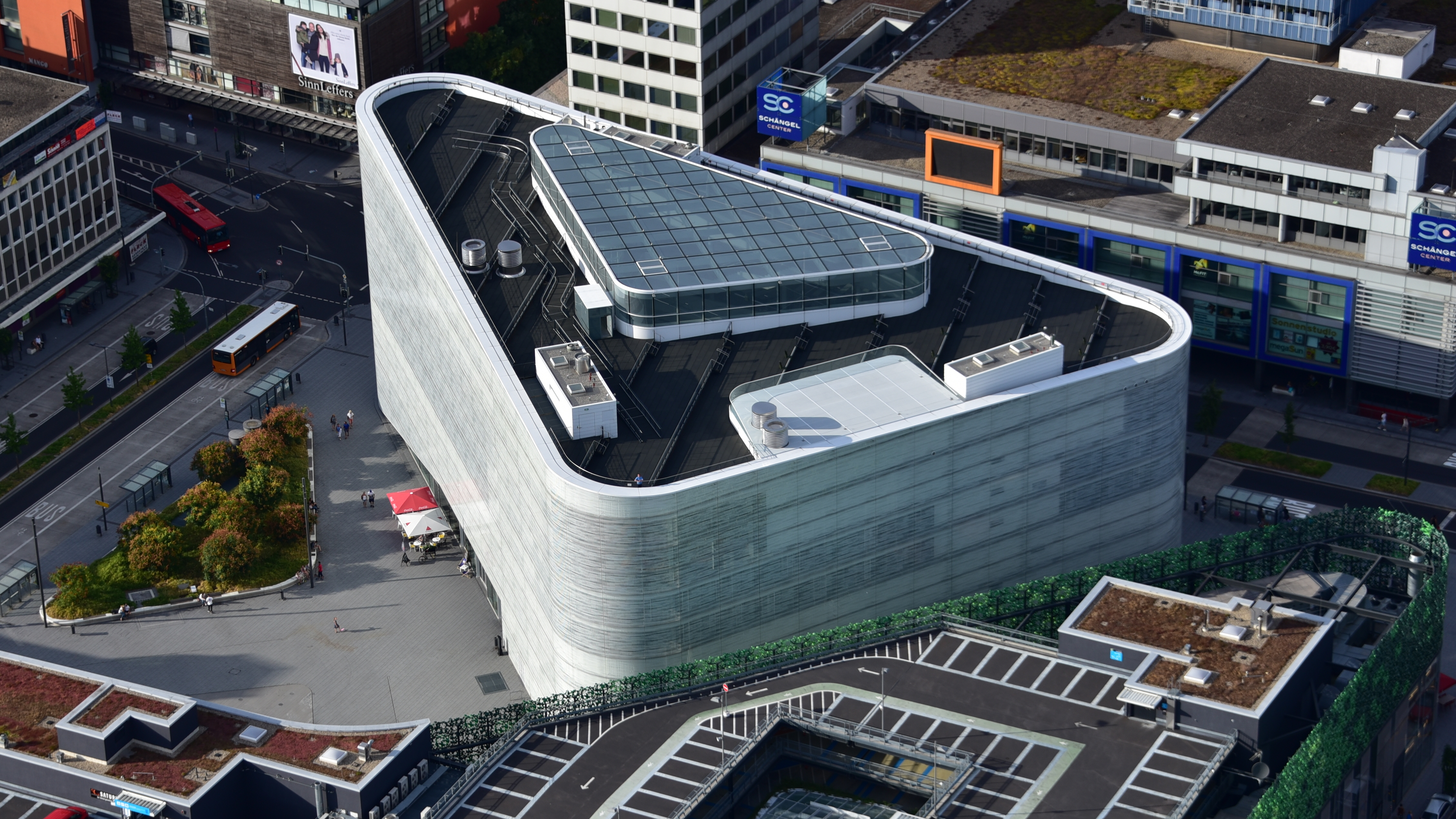
Forum Confluentes, Koblenz, Luftaufnahme (2016)

- 1980–1987: Zollhäuser u. a. in Oldenzaal, Gennep und Hazeldonk, NL
- 1984: Wohnhaus Benthem, Almere, NL
- 1993: De Pont Museum of contemporary art, Tilburg, NL
- 1993: Terminal West, Amsterdam Airport Schiphol, NL
- 1995: Schiphol Plaza, Amsterdam Airport Schiphol, NL
- 1995: Bahnhof Schiphol Airport, Amsterdam Airport Schiphol, NL
- 1996: Provinciehuis, Groningen, NL
- 1996: Biologisches Laboratorium der Universität von Amsterdam, Amsterdam, NL
- 1996: Malietoren, Den Haag, NL
- 1996: World Trade Center, Amsterdam Airport Schiphol, NL
- 1997: Rijksinstituut voor Oorlogsdocumentatie (NIOD), Amsterdam, NL
- 1998: Bahnhofgebäude, Flughafen Lelystad, NL
- 1998: Erweiterung Ahoy Rotterdam, NL
- 1998: Popcentrum 013, Tilburg, NL
- 1999: Anne-Frank-Haus und Museum, Amsterdam, NL
- 1999: Zeeuws Archief, Middelburg, NL
- 2000: Fotografiemuseum Haus Marseille, Amsterdam, NL
- 2001: Villa ArenA, Amsterdam, NL
- 2001: Cultuurstrip, Amstelveen, NL
- 2002: Fotomuseum FOAM, Amsterdam, NL
- 2002: Rijksmuseum Amsterdam Schiphol, Amsterdam Airport Schiphol, NL
- 2002: GEM, Museum für Gegenwartskunst, Den Haag, NL
- 2003: Tower, Amsterdam Airport Schiphol, NL
- 2004: Bürogebäude Plaza Arena, Amsterdam, NL
- 2004: Gerrit Rietveld Akademie, Amsterdam, NL
- 2006: Brücke Hogesnelheidslijn, Hollandsch Diep, NL
- 2007: Bürogebäude Penthouse Las Palmas, Rotterdam, NL
- 2009: etrium, Köln, D
- 2009: Elicium, Amsterdam RAI, NL
- 2009: Deutsches Bergbau-Museum, Bochum, D
- 2009: Brücke über den Amsterdam-Rijnkanaal, Muiden, NL
- 2009: Metropool, Hengelo, NL
- 2009: Gasdepot VU Medizinisches Zentrum, Amsterdam, NL
- 2010: Excellence Parking, Amsterdam Airport Schiphol, NL
- 2010: Betriebsgebäude Wilo, Zaandam, NL
- 2010: Port City 2, Bürogebäude, Rotterdam, NL
- 2010: ACTA – Akademisches Zentrum für Zahnmedizin Amsterdam, NL
- 2012: Forum Mittelrhein, Koblenz, D
- 2012: Ziggo Dome, Amsterdam, NL
- 2012: Stedelijk Museum, Amsterdam, NL
- 2012: AM3 Datacenter, Amsterdam, NL
- 2013: Fletcher Hotel, Amsterdam, NL
- 2013: Forum Confluentes, Koblenz, D
- 2014: Hörsaalgebäude Fachhochschule Osnabrück, Osnabrück, D
- 2014: Bahnhof Rotterdam Centraal, Rotterdam; NL

## Auszeichnungen
- 1989: Kunstpreis Berlin in der Kategorie Baukunst, Förderungspreis[1]
- 1999: Jahrespreis des Bund Niederländischer Architekten (BNA-Kubus) für die Beiträge zur infrastrukturellen Architektur in den Niederlanden.
- 2009: Das im Passivhaus-Standard errichtete „etrium“ in Köln erhält als erstes Bürogebäude in Deutschland das Deutsche Gütesiegel für Nachhaltiges Bauen in Gold[2]
- 2010: Die Erweiterung des Deutschen Bergbau–Museums in Bochum erhält den Ecola Award 2010[3]
- 2010: Die Erweiterung des Deutschen Bergbau-Museums in Bochum erhält die „Auszeichnung guter Bauten 2010“ des BDA Bochum[4]
- 2011: Die Erweiterung des Deutschen Bergbau-Museums in Bochum erhält die Auszeichnung „Architekturpreis NRW 2011“[5]
- 2012: ACTA Amsterdam erhält den AIT Award 2012 – Global Award for the very best in Interior and Architecture, Kategorie „Interior / Health + Care“[6]
- 2012: ACTA Amsterdam gewinnt den Hedy d'Ancona-Preis 2012 für herausragende Architektur im Bereich Bauten für Gesundheit[7]
- 2013: Das Forum Mittelrhein in Koblenz erhält das Deutsche Gütesiegel für Nachhaltiges Bauen in Gold[8]
- 2014: Rotterdam Centraal wird in den Niederlanden als Gebäude des Jahres „Beste Gebouw van het Jaar 2015“ ausgezeichnet.[9]
- Jan Benthem und Mels Crouwel sind Ehrenmitglieder des Bundes Deutscher Architekten[10][11]